# Dan Forsman
Dan Forsman (Rhinelander, Wisconsin, 15 juli 1958) is een professioneel golfer uit de Verenigde Staten.
Dan Forsman studeerde aan de Arizona State University. Hij werd in 1982 professional en speelde op de Amerikaanse PGA Tour, waar hij vijf toernooien won. Sinds 2009 speelt hij op de Champions Tour waar hij in zijn rookiejaar de AT&T Champions Classic won.

## Gewonnen

### PGA Tour
- 1985: Lite Quad Cities Open (-13)
- 1986: Hertz Bay Hill Classic (-11)
- 1990: Shearson Lehman Hutton Open (-13)
- 1992: Buick Open (-12) na play-off tegen Steve Elkington en Brad Faxon
- 2002: SEI Pennsylvania Classic

### Champions Tour
- 2009: AT&T Champions Classic
- 2010: Regions Charity Classic

### Elders
- 1992: JCPenney Classic met Dottie Mochrie.